# Loïc Négo
Loïc Nego (ur. 15 stycznia 1991 w Paryżu) – węgierski piłkarz pochodzenia francusko-gwadelupskiego, występujący na pozycji obrońcy w węgierskim klubie Fehérvár FC. Wychowanek FC Nantes, w swojej karierze grał także w takich zespołach jak AS Roma, Standard Liège, Újpest FC oraz Charlton Athletic. Ma za sobą grę w młodzieżowych reprezentacjach Francji: U-17, z którą zdobył wicemistrzostwo Europy w 2008 roku, U-19, w barwach której sięgnął po mistrzostwo Europy w 2010 roku i U-20, z którą zajął 4. miejsce na  mistrzostwach świata w 2011 roku.
14 lutego 2019 roku otrzymał węgierskie obywatelstwo, zaś 8 października 2020 roku zadebiutował w reprezentacji Węgier w wygranym 3:1 meczu barażowym eliminacji do Mistrzostw Europy 2020 z Bułgarią.